# Міхейлень (комуна, Харгіта)
Міхейлень, Міхейлені (рум. Mihăileni) — комуна у повіті Харгіта в Румунії. До складу комуни входять такі села (дані про населення за 2002 рік):
- Векерешть (560 осіб)
- Лівезь (554 особи)
- Міхейлень (906 осіб) — адміністративний центр комуни
- Недеждя (623 особи)

Комуна розташована на відстані 227 км на північ від Бухареста, 12 км на північ від М'єркуря-Чука, 92 км на північ від Брашова.

## Населення
За даними перепису населення 2002 року у комуні проживали 2643 особи.
Національний склад населення комуни:
| Національність            | Кількість осіб | Відсоток |
| ------------------------- | -------------- | -------- |
| угорці                    | 2086           | 78,9%    |
| румуни                    | 555            | 21,0%    |
| німці                     | 1              | < 0,1%   |
| не вказали національність | 1              | < 0,1%   |

Рідною мовою назвали:
| Мова                  | Кількість осіб | Відсоток |
| --------------------- | -------------- | -------- |
| угорська              | 2090           | 79,1%    |
| румунська             | 551            | 20,8%    |
| німецька              | 1              | < 0,1%   |
| не вказали рідну мову | 1              | < 0,1%   |

Склад населення комуни за віросповіданням:
| Релігія            | Кількість осіб | Відсоток |
| ------------------ | -------------- | -------- |
| римо-католики      | 2070           | 78,3%    |
| православні        | 550            | 20,8%    |
| реформати          | 9              | 0,3%     |
| унітарії           | 4              | 0,2%     |
| не релігійні       | 1              | < 0,1%   |
| не вказали релігію | 3              | 0,1%     |

## Зовнішні посилання
- Дані про комуну Міхейлень на сайті Ghidul Primăriilor